# Francisco Caballer
Francisco Caballer Saleras, född 14 oktober 1932 i Barcelona, död 5 september 2011, var en spansk landhockeyspelare.
Caballer blev olympisk bronsmedaljör i landhockey vid sommarspelen 1960 i Rom.